# Шептичи
Шептичи (укр. Шептичі) — село в Рудковской городской общине Самборского района Львовской области Украины.
Расположено на запад от г. Рудки. Рядом протекает р. Вишенка.
Население по переписи 2001 года составляло 288 человек. Занимает площадь 6,092 км². Почтовый индекс — 81434. Телефонный код — 3236.

## История
Село Шептичи возникло в XIII веке. Известно, как родовое имение Шептицких. 12.04.1469 г. в Городке король Речи Посполитой Казимир IV Ягеллончик подтвердил Федору Шептицкому и его внукам Фёдору, Глебу и Сеньку права собственности на Шептичи, Вощанцы и Канафосты. 21.05.1694 г. король Ян III Собеский утвердил Базилия Купару собственником с. Шептичи. До 1749 г. часть земель в Шептичах принадлежала Шептицким.